# Lista celor mai importanți scandinavi
- Lars Magnus Ericsson (1846-1926)
- Gustav De Laval (1845-1913)
- Gustav Dalen (1869-1937)
- Svante Arrhenius (1859-1927)
- Sven Wingquist (1876-1953)
- Birger Ljungström (1872-1948)
- Bjørnstjerne Bjøorson (1832-1910)
- Knut Hamsun (1859-1952)
- Selma Lagerlöf (1858-1940)
- Verner von Heidenstam (1859-1940)
- Akseli Gallen-Kallela (1865-1931)
- Anders Leonard Zorn (1860-1920)
- Johan Julius Christian Sibelius (1865-1957)
- August Strindberg (1849-1912)
- Christian Krogh (1852-1925)
- Edvard Munch (1863-1944)
- Artturi Ilmari Virtanen (1895-1973)
- Pär Lagerkvist (1891-1974)
- Sigrid Undset (1882-1949)
- Frans Eemil Sillampää (1888-1964)
- Vihtori Peltonen Linnankoski (1869-1913)
- Halldor Kiljan Gudjonsson Laxness (1902-1998)
- Steinn Steinarr (1908-1958)
- Carl Nielsen (1865-1931)
- Ragnar Ostberg (1866-1945)
- Carl Milles (1875-1955)
- Alvar Aalto (1898-1976)
- Eliel Saarien (1873-1950)
- Eero Saarien (1910-1961)
- Vilhelm Lundstrom (1893-1950)
- Gustav Vigeland (1869-1943)[1][2]
- Wainö Aaltonen (1894-1966)
- Carl Thodor Dreyer (1889-1968)
- Mauritz Stiller (1883-1928)
- Victor Sjösrtöm (1879-1960)